# Anne F. Garréta
Anne F. Garréta est une romancière française née à Paris en 1962 (probablement le 23 juin) et lauréate du Prix Médicis en 2002.

## Biographie
Anne F. Garréta est née le 23 juin 1962 selon un site indiquant la date de naissance des célébrités françaises. En 2025, elle vit à Washington, elle enseigne dans une université de Caroline du Nord, et a deux enfants.

### Études
Anne F. Garréta est ancienne élève de l'École normale supérieure de Fontenay-aux-Roses (promotion 1982). Elle a soutenu aux États-Unis une thèse sur Les Fins de romans dans la littérature française des XVIIe et XVIIIe siècles, époque qui lui est chère, comme elle l'explique :

« J'aime la littérature des XVIIe et XVIIIe siècles parce que la division disciplinaire entre la littérature et la philosophie, entre la narrativité et les idées n'y est pas encore accomplie. Parce que c'est stériliser la littérature que de la cantonner dans les limites d'une pure intrigue narrative. La grande force de la littérature, c'est justement de ne pas avoir de terrain. Même vague. Elle est absolument universelle au sens où elle est la remise en jeu de toute la variété du monde. »

### Premiers écrits
D'abord refusé par Le Seuil, son premier roman, Sphinx, est finalement publié par Grasset en 1986 et obtient un gros succès de librairie. Elle n'a alors que vingt-trois ans. Le roman raconte une histoire d'amour entre deux personnes dont le genre ne peut pas être identifié en raison de l'absence d'indication à ce sujet et de l'usage constant de pronoms personnels et d'adjectifs indifférenciés, tels que « solide », « aimable » ou encore « agréable »,.
Dès l'année suivante, elle publie son second roman, dénommé Pour en finir avec le genre humain. Cette œuvre étant présentée comme un « pamphlet sous forme de dialogue ».

### Activités universitaires

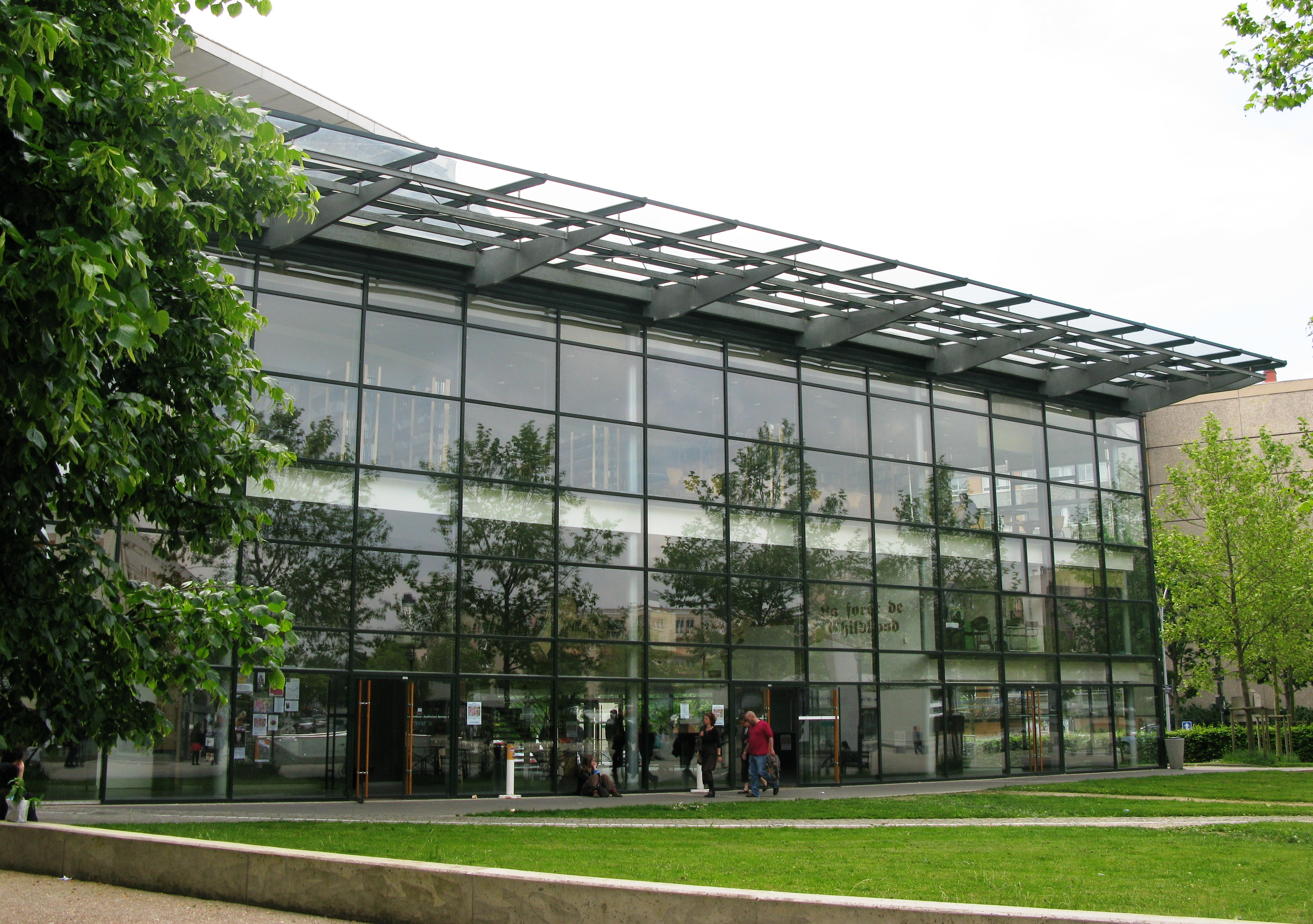
Bâtiments de l'UFR d'arts de l'université Rennes 2.

En 1990, Anne F. Garréta est professeur à l'université de Princeton, puis en 1995, elle est nommée maître de conférences à l'université de Rennes 2. Elle enseigne également en alternance dans une université virginienne aux États-Unis. Elle enseigne aussi à l'université Paris Diderot 7.

### Autres activités
En 2000, elle devient le premier membre de l'OuLipo qui soit né après la fondation du groupe.
En 2009, elle publie avec Jacques Roubaud, un autre membre de l'Oulipo, Éros mélancolique, un roman composite qui met en scène la découverte d'un fichier PDF intitulé Éros mélancolique contenant divers textes, en brouillant les frontières entre réalité et fiction. L'auteur ou autrice de ce fichier se nomme Clifford, un nom qui apparaît dans d'autres ouvrages de l'Oulipo, mais son genre n'est pas précisé, comme dans le roman Sphinx d'Anne Garréta. Le style littéraire de cette dernière est identifiable tout particulièrement dans les deux premiers récits enchâssés ainsi que le dernier.
Attachée aux questions d'égalité entre les femmes et les hommes, elle ouvre en 2006 une séance des Jeudis de l'Oulipo, où n'interviennent que des oulipiennes, par un texte humoristique et polémique, intitulé « Moment oulipien pour la Fin des temps », à propos de la faible représentation des femmes dans le collectif. Elle s'en éloigne progressivement en reprochant au collectif sa difficulté à renouveler sa créativité et à favoriser la parité.

## Œuvres

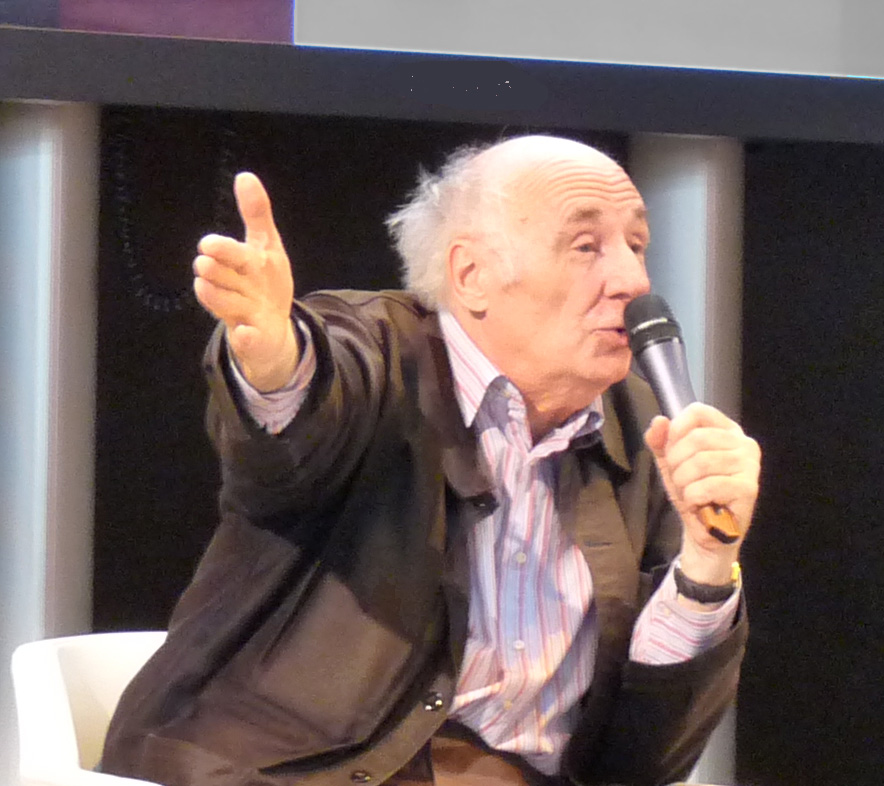
Jacques Roubaud, coauteur dÉros mélancolique.

- 1986 : Sphinx, Grasset,  (ISBN 978-2246365617), rééd. L'Imaginaire/Gallimard, 2025  (ISBN 9782073110190)[17].
- 1987 : Pour en finir avec le genre humain, éditions François Bourin,  (ISBN 978-2876860025).
- 1990 : Ciels liquides, Grasset,  (ISBN 978-2246436812)
- 1999 : La Décomposition, Grasset,  (ISBN 978-2253152798)
- 2002 : Pas un jour, Grasset,  (ISBN 978-2246634614), prix Médicis.
- 2009 : Éros mélancolique (coécrit avec J. Roubaud), Grasset,  (ISBN 978-2246751618).
- 2017 : Dans l'béton, Grasset,  (ISBN 9782246814771)

### Collection Bibliothèque oulipienne
La Bibliothèque oulipienne est une collection qui accueille les travaux des oulipiens, individuels et collectifs. Ces textes courts qui composent des fascicules forment une fabrique de créations littéraires ludiques réunis en volumes et régulièrement publiés. Anne F. Garréta a publié deux fascicules :
- Fascicule 159 : N-amor, 2007 ;
- Fascicule 160 : Tu te souviens… ?, 2007 (avec Valérie Beaudouin).

## Prix littéraires
- 2002 - Prix Médicis pour Pas un jour